# Obóz pracy przymusowej w Szydłowie
Obóz pracy przymusowej w Szydłowie (niem. Zwangsarbeitslager für Juden Szydlów) – obóz pracy przymusowej w Szydłowie na terenie Generalnego Gubernatorstwa.
Istniał od lata 1941, jednak data jego likwidacji nie jest znana. Był przeznaczony dla osób narodowości żydowskiej.